# Földházi István
Földházi István (Budapest, 1957. április 12. –) labdarúgó, hátvéd.

## Pályafutása
A Vasas csapatában mutatkozott az élvonalban 1976. október 2-án a Zalaegerszegi TE ellen, ahol csapata 3–0-ra kikapott. 1976 és 1979 között 41 bajnoki mérkőzésen szerepelt angyalföldi színekben és két gólt szerzett. Tagja volt az 1976–77-es idény bajnokcsapatának. Utolsó élvonalbeli mérkőzésen a Videotontól 3–1-es vereséget szenvedett csapata.

## Sikerei, díjai
- Magyar bajnokság
  - bajnok: 1976–77